# 西吴州
西吴州，唐朝时设置的州。
武德初年置，治所在新渝县（今江西省新余市西北）。辖境相当今江西省新余、分宜等市县地。七年（624年）废。